# Sotirios Bretas
Sotírios Brétas (em grego Σωτήριος Μπρέτας; Vólos, 12 de março de 1990) é um desportista grego que compete no ciclismo na modalidade de pista. Ganhou duas medalhas de bronze no Campeonato Europeu de Ciclismo em Pista de 2020, nas provas de velocidade por equipas e keirin.

## Medalheiro internacional
| Campeonato Europeu | Campeonato Europeu  | Campeonato Europeu | Campeonato Europeu     |
| Ano                | Lugar               | Medalha            | Competição             |
| ------------------ | ------------------- | ------------------ | ---------------------- |
| 2020               | Plovdiv ( Bulgária) | Medalha de bronze  | Velocidade por equipas |
| 2020               | Plovdiv ( Bulgária) | Medalha de bronze  | Keirin                 |